# Певек, Катя
Ка́тя Ми́ра Пе́век (англ. Katija Mira Pevec) — американская актриса. В 2005 году, после выхода на экраны молодёжной комедии «Ночная тусовка», Певек вместе с другими исполнителями главных ролей фильма, была номинирована на получение кинонаграды «Молодой актёр» в категории «Лучший молодой актёрский ансамбль». В 2006 году снялась в эпизоде телесериала «Без следа» в роли Келли Макмёрфи.

## Фильмография
| Год  |   | Русское название            | Оригинальное название    | Роль             |
| ---- | - | --------------------------- | ------------------------ | ---------------- |
| 2003 | ф | Король воздуха: Возвращение | Air Bud: Spikes Back     | Андреа Фрамм     |
| 2004 | с | Нахваливание                | Cracking Up              | Ханна            |
| 2004 | ф | Ночная тусовка              | Sleepover                | Молли            |
| 2004 | с | Медицинское расследование   | Medical Investigation    | Руби             |
| 2005 | с | Внимание, внимание!         | Listen Up                | Джиллиан         |
| 2005 | ф | Твои, мои и наши            | Yours, Mine and Ours     | Кристина Бирдсли |
| 2006 | ф | Реклама для гения           | Art School Confidential  | Синтия Платз     |
| 2006 | с | Без следа                   | Without a Trace          | Келли Макмерфи   |
| 2006 | с | Удар – еще удар             | Just for Kicks           | Лорен Зелмер     |
| 2008 | ф | На крючке                   | Eagle Eye                | подросток Пейдж  |
| 2009 | ф | Веселая жизнь в Крэктауне   | Life Is Hot in Cracktown | Беки             |
| 2009 | с | Три реки                    | Three Rivers             | Дженни           |
| 2013 | ф | Смерть в сети               | The Den                  | Дженни           |
| 2013 | с | —                           | Pop Up                   | Катя             |